# Tambora (instrument)
Pour les articles homonymes, voir Tambora (homonymie).

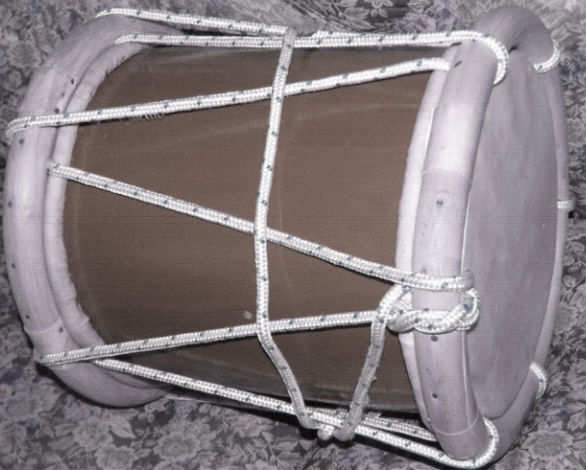
Tambora dominicana.

La tambora dominicaine (tambora dominicana ; du mot espagnol tambor, qui signifie « tambour ») est un tambour à deux têtes joué dans la merengue. Dans de nombreux pays, notamment en République dominicaine, les tamboras sont fabriquées à partir de tonneaux de rhum récupérés. Les joueurs de tambour sont appelés tamboreros.

## Types
Il existe trois types de tamboras pour le merengue. La plus ancienne est la tambora à corde avec des têtes noires. On le trouve surtout dans la musique folklorique de la République dominicaine. Le second type, fabriqué par les entreprises modernes, est accordé par des boulons avec des têtes de congas. Ce type d'instrument a généralement des bords en métal ou en bois à frapper pour remplir les rythmes, sonnant, si correctement frappés, quelque chose qui rappelle un bloc de bois. Ce type d'instrument peut également être accordé à des hauteurs plus élevées et sonner comme une conga.

## Rôle dans le merengue
Dans le merengue, également connu sous le nom de perico ripiao (la forme la plus ancienne du merengue), la tambora joue un rôle très important, en interprétant de nombreux types de rythmes différents et des variations de ces rythmes. Toutefois, dans le merengue d'orchestre, la tambora ne joue généralement le rythme merengue derecho qu'en arrière-plan, tandis que les congas sont l'instrument rythmique principal, suivi de la güira. Le merengue d'orchestre comprend très souvent un interprète séparé pour les timbales, alors que dans le perico ripiao, les timbales et la tambora sont jouées la plupart du temps par le même musicien (les timbales sont utilisées la plupart du temps pour les remplissages et, occasionnellement, pour les solos). Les timbales ont été introduites dans le genre par le percussionniste dominicain Ray « Chino » Diaz.